# Elezioni generali in Zambia del 2006
Le elezioni generali in Zambia del 2006 si tennero il 28 settembre per l'elezione del Presidente e il rinnovo dell'Assemblea nazionale.

## Risultati

### Elezioni presidenziali
| Levy Mwanawasa     | Movimento per la Democrazia Multipartitica     | 1 177 846 | 42,98 |  |  |  |  |  |
| Michael Sata       | Fronte Patriottico                             | 804 748   | 29,37 |  |  |  |  |  |
| Hakainde Hichilema | Alleanza Democratica Unita (UPND - UNIP - FDD) | 693 772   | 25,32 |  |  |  |  |  |
| Godfrey Miyanda    | Heritage Party                                 | 42 891    | 1,57  |  |  |  |  |  |
| Winwright Ngondo   | Congresso di Tutti i Popoli                    | 20 921    | 0,76  |  |  |  |  |  |
| Totale             | Totale                                         | 2 740 178 | 100   |  |  |  |  |  |
|                    |                                                |           |       |  |  |  |  |  |
| Voti non validi    | Voti non validi                                | 48 936    | 1,75  |  |  |  |  |  |
| Votanti            | Votanti                                        | 2 789 114 |       |  |  |  |  |  |

### Elezioni parlamentari
| Liste                                          | Voti      | %     | Seggi |
| ---------------------------------------------- | --------- | ----- | ----- |
| Movimento per la Democrazia Multipartitica     | 1 059 526 | 39,05 | 73    |
| Fronte Patriottico                             | 622 864   | 22,96 | 43    |
| Alleanza Democratica Unita (UPND - UNIP - FDD) | 610 608   | 22,51 | 26    |
| Partito Liberale Unito                         | 65 745    | 2,42  | 2     |
| Heritage Party                                 | 34 872    | 1,29  | –     |
| Focus Democratico Nazionale                    | 28 805    | 1,06  | 1     |
| All Peoples' Congress Party                    | 19 991    | 0,74  | –     |
| Reform Party                                   | 7 349     | 0,27  | –     |
| Party for Unity, Democracy and Development     | 3 914     | 0,14  | –     |
| New Generation Party                           | 1 259     | 0,05  | –     |
| Congresso Democratico dello Zambia             | 475       | 0,02  | –     |
| Federal Democratic Party                       | 300       | 0,01  | –     |
| Zambia Direct Democracy Movement               | 271       | 0,01  | –     |
| Indipendenti                                   | 257 186   | 9,48  | 3     |
| Vancanti                                       | –         | –     | 2     |
| Totale                                         | 2 713 165 | 100   | 150   |

- In Alleanza Democratica Unita sono inclusi i risultati conseguiti autonomamente da UPND (6.169 voti, collegio di Luampa, Provincia Occidentale) e da FDD (2.805 voti, collegio di Bwacha, Provincia Centrale).
- Nei collegi di Lupososhi (Provincia Settentrionale) e di Kabompo East (Provincia Nord-Occidentale) le elezioni furono rinviate al 26 ottobre; i due seggi rimasti vacanti furono entrambi attribuiti al Movimento per la Democrazia Multipartitica che, quindi, passò da 73 a 75 seggi. I risultati sopra indicati non tengono conto dell'esito elettorale in tali due collegi, essendovi dati discordanti.